# Воздвиженка (Асекеевский район)
Воздви́женка — село в Асекеевском районе Оренбургской области России. Административный центр Воздвиженского сельсовета.

## География
Село находится в северо-западной части Оренбургской области, в пределах Восточно-Европейской равнины, в Заволжско-Предуральской лесостепной провинции, на берегах реки Малый Кинель, на расстоянии примерно 34 км (по прямой) к юго-востоку от села Асекеево, административного центра района. Абсолютная высота — 213 м над уровнем моря.
Климат
Климат характеризуется как континентальный с морозной зимой и жарким летом. Среднегодовая температура составляет 2,5 °C. Средняя температура воздуха самого тёплого месяца (июля) — 19 — 22 °C (абсолютный максимум — 40 °C); самого холодного (января) — −17 — −14 °C (абсолютный минимум — −45 °C). Среднегодовое количество атмосферных осадков составляет 420 мм. Снежный покров держится в среднем около 150 дней в году.
Часовой пояс
Село Воздвиженка, как и вся Оренбургская область, находится в часовой зоне МСК+2. Смещение применяемого времени относительно UTC составляет +5:00.

## Население
| 2010 |
| ---- |
| 469  |

Гендерный состав
По данным Всероссийской переписи населения 2010 года, в гендерной структуре населения мужчины составляли 47,5 %, женщины — соответственно 52,5 %.
Национальный состав
Согласно результатам переписи 2002 года, в национальной структуре населения русские составляли 73 % из 586 чел.

## Палеонтология
В 1961 году в 1 км от села, на правом берегу реки Малый Кинель открыто местонахождение окаменелостей животных, обитавших в уржумском веке пермского периода. В толще глин, алевролитов, песчаников и известняков обнаружены конхостраки  Concherisma trapezoidalis и Pseudestheria otschevi, чешуя лучепёрых рыб Platysomus biarmicus, Varialepis bergi, Varialepis sp., Kichkassia furcae, Uranichthys sp., а также фрагмент скелета Kinelichthys bulanovi (назван в честь реки, на берегу которой был обнаружен), достигавшего 30 см в длину. Известны также кости тетрапод — Microphon exiguus и неопределённого представителя семейства Pareiasauridae.